# عاقر

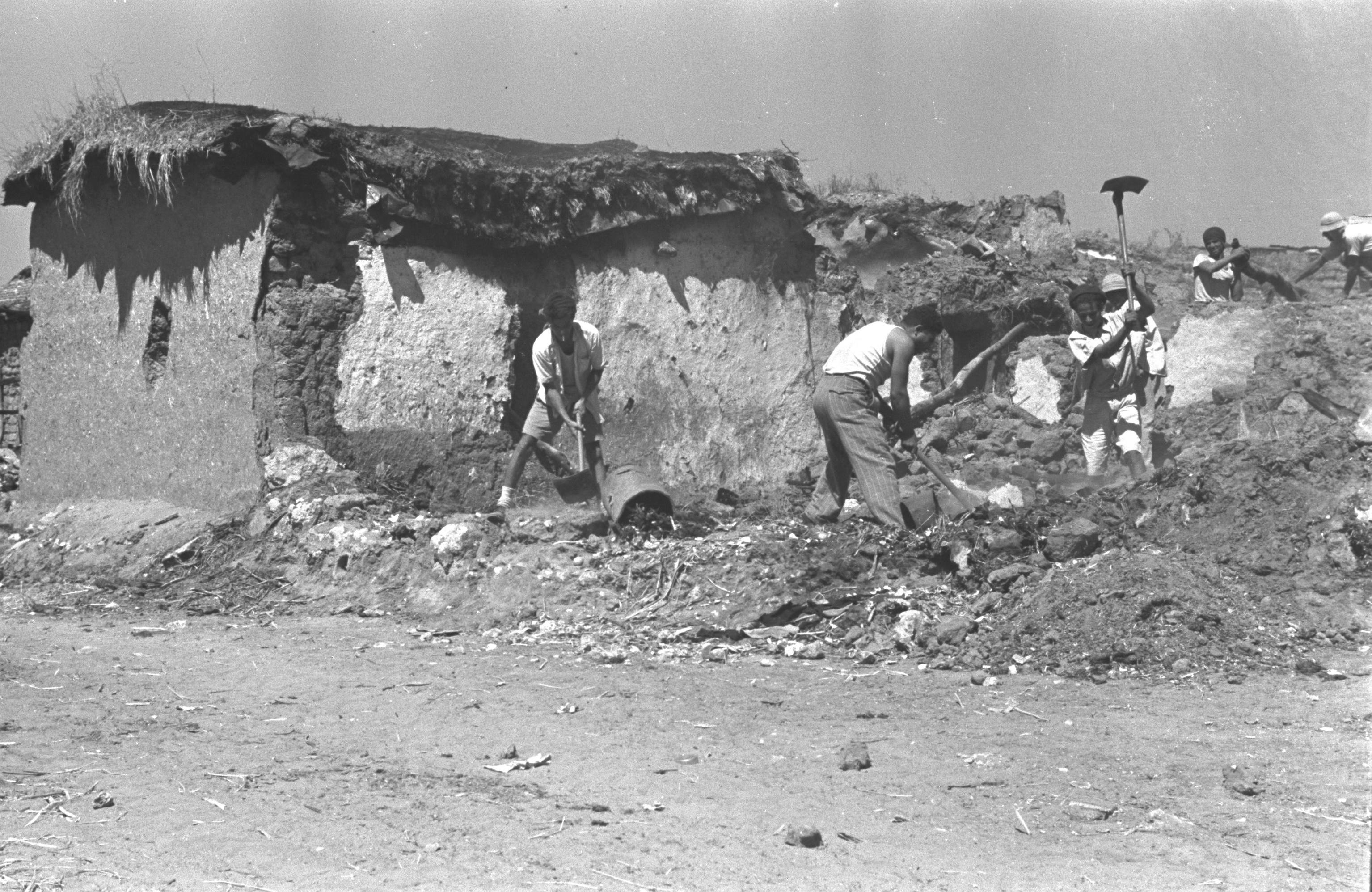
عمال الهدم يدمرون منازل العرب السكان الاصليين لفلسطين في العقير، وهي قرية عربية سابقًا،

قرية عاقر تقع في السهل الساحلي الأوسط، على بعد 9 كم عن جنوب غرب الرملة وكيلومتر واحد إلى الشمال من وادي الناصوفية (وادي المغار). وكان ثمة طريق فرعية معبدة تربطها بالطريق العام المؤدي إلى الرملة واللد ويافا والقدس وقطرة وشحمة والمغار والمنصورة، ودروب ممهدة بقرى زرنوقة والنعاني ويبنا. وذكر أن سكانها يخبزون نوعا خاصا من الخبز، وأنهم كرام محبون للضيف.
إستولت بريطانيا على أراض من عاقر خلال الحرب العالمية الثانية وبنت عليها مستشفى عسكرياً على بعد 2 كم شمال عاقر وأنشأت مطار عاقر العسكري على بعد 3 كم من جنوب القرية.

## التاريخ
تشير الآثار إلى أن عاقر أُقيمت على عقرون (خربة المقنع) الواقعة على مسافة 1.5 كم في الجنوب الشرقي من عاقر. التي كانت محطة لتجارة الكنعانيين والمصريين.
في سنة 1596 كانت عاقر قرية في ناحية الرملة (لواء غزة)، وعدد سكانها 161 نسمة. وكانت تؤدي الضرائب على عدد من الغلال كالقمح والشعير والفاكهة، بالإضافة عناصر أخرى من الإنتاج والمستغلات كالماعز وخلايا النحل وكروم العنب.

## النافع والسكان
في أواخر القرن التاسع عشر كانت قرية عاقر قائمة على أرض مستوية على ارتفاع 60م عن سطح البحر؛ ومنازل مبنية بالطوب. ومع تزايد حركة البناء في أواخر عهد الانتداب توسعت القرية، لا سيما إلى الشمال من الطريق الفرعية التي تقسم القرية إلى نصفين.
كان سكان القرية في معظمهم من المسلمين، لهم فيها مدرستنان ابتدائيتان: واحدة للبنين (أسست في سنة 1921)، وأخرى للبنات. وفي سنة 1947، كان عدد التلامذة 391 صبياً و46 بنتاً في المدرستين. وكان في القرية، أيضاً مسجدان ومقامان. سكن القرية في سنة 1948 حوالي 5000 نسمة في 1200 بيت.